# Volcán El Muñeco
Volcán El Muñeco är en vulkan i Mexiko.   Den ligger i delstaten Morelos, i den sydöstra delen av landet, 40 km sydväst om huvudstaden Mexico City. Toppen på Volcán El Muñeco är 3 724 meter över havet.
Terrängen runt Volcán El Muñeco är huvudsakligen kuperad, men åt sydväst är den bergig. Volcán El Muñeco ligger uppe på en höjd som går i nord-sydlig riktning. Runt Volcán El Muñeco är det mycket tätbefolkat, med 2 711 invånare per kvadratkilometer. Närmaste större samhälle är Xalatlaco, 10,0 km väster om Volcán El Muñeco. I omgivningarna runt Volcán El Muñeco växer i huvudsak blandskog.